# أليكس مولر
أليكس مولر (بالألمانية: Alexander Müller) هو سائق سباق ألماني، ولد في 20 يناير 1979 في إميريش آم راين في ألمانيا.

## روابط خارجية
- أليكس مولر على موقع Racing-Reference.info (الإنجليزية)
- أليكس مولر على موقع DriverDB.com (الإنجليزية)